# Бедзир Павло Юрійович
Павло́ Ю́рійович Бе́дзир (Бедзір) (нар. 26 січня 1926 Калини — пом. 10 липня 2002 Ужгород) — український художник, живописець та графік.

## Життєпис
Народився в селі Калини сучасного Тячівського району Закарпатської області у родині священика.
- 1932—1940 — навчання в горожанській школі.
- 1936  — родина переселяється у с. Свобода (Бадов 2), нині це частина с. Данилівка Берегівського району на Закарпатті.
- 1941—1945 — навчання в Мукачівській торговельній академії. Під час навчання у Мукачівській торговельній академії ходив на студії до майстерні художника-графіка Вільмоша Береца, після чого інтенсивно займався малюнком.[1] Першим вчителем Павла Юрійовича Бедзира в образотворчому мистецтві був художник Вільмош-Йожеф Берец. Саме він відкрив для молодого художника основи мистецької майстерності та сприяв його творчому розвитку. [2]
- 1944  — починає вивчати йогу і східну філософію.
- 1946 року закінчив відділ живопису Ужгородського училища прикладного та декоративного мистецтва, викладачі —Адальберт Ерделі, Андрій Коцка, викладачі з фаху — Федір Манайло, Ернест Контратович.
- З 1946 — бере участь у всіх обласних виставках.
- 1947—1950  — служба у лавах Радянської Армії.
- 1950 — оселяється в Ужгороді.
- 1952 — одружується з художницею Єлизаветою Кремницькою.
- 1954 — починає працювати у виробничих майстернях Художфонду.
- 1955 — починає брати участь у республіканських та міжнародних виставках.
- 1956 — участь у виставці творів художників Закарпаття, Москва.
- У 1960-х роках займався оздобленням автобусних зупинок із Єлизаветою Кремницькою.
- Член спілки художників України з 1968 року.
- Із 1973 — член художньої ради Художфонду.
- Із 1977 — член комісії по роботі з молоддю в закарпатському осередку Спілки художників.
- 1978  — померла дружина Єлизавета Кремницька.
- 1996 — лауреат обласної премії ім. Йосипа Бокшая та Адальберта Ерделі за серію графічних робіт «Життя дерев»

Знав декілька іноземних мов, захоплювався історією світового мистецтва та східною філософією, займався медитацією, йогою, цікавився філософією. Спеціально вивчив угорську, аби читати відповідну літературу, яка на той час не видавалася в СРСР. Працював у техніках монотипії, граттажу. У 1950–1960-х рр. в Ужгороді навколо митця сформувався неформальний «клуб авангардистів», де збиралися закарпатські художники, а також митці зі Львова, Києва, Риги, Ленінграда. Товаришував з Леопольдом Левицьким, Аллою Горською, Сергієм Параджановим, Тетяною Яблонською, Георгієм Якутовичем, Григорієм Островським. [Архівовано 29 вересня 2020 у Wayback Machine.] Був одружений з відомою художницею Єлизаветою Бедзир-Кремницькою. За життя відбулося дві персональні виставки художника 1994 та 1995 року в Ужгороді та Будапешті відповідно.
Брав участь у обласних, республіканських, всесоюзних та зарубіжних виставках — 1968, 1969, та 1989 — в Угорщині, 1972 та 1974 — в Словаччині, 1976-го — в Румунії.
Твори зберігаються в Національному художньому музеї України, Закарпатському обласному художньому музеї ім. Йосипа Бокшая, Музеї сучасного мистецтва Херсону, а також у приватних зібраннях України та Росії, зокрема у колекції Тетяни та Бориса Гриньових [Архівовано 20 січня 2021 у Wayback Machine.].

2001-ого року Лесею Кешелею про Павла Бедзира було знято документальний фільм «Чотири стихії».
«Подібно С. Параджанову, П. Бедзир являв для оточуючих привабливий образ внутрішньо свободної людини — митця, в умовах радянської несвободи і міщанства. Спілкування з ним мало дедалі більший вплив на колег. Але був вплив здебільше особистості, а не стилістики художньої творчості. Сам Бедзир не визнавав навіть можливості учнівства у нього, вважаючи це за насильство над свободою людини……….Вплив творчості Бедзіра на світогляд молодих художників є одним з небагатьох прикладів спадкоємності у сучасному мистецтві, а для генерації художників кінця 80/х — початку 90/х чи не єдиним. Це не тільки ілюстрація розмаїття шляхів розвитку творчої спадщини Бедзіра, це ще одна грань впливу Закарпатської школи на сучасне мистецтво України.»

Гліб Вишеславський («Коло Бедзіра та його вплив на сучасне мистецтво Ужгорода»)
Павло Бедзир помер 10 липня 2002. Похований в Ужгороді на кладовищі Кальварія поруч з дружиною Єлизаветою Бедзир-Кремницькою.

## Пам'ять
Після смерті Павла Бедзіра у липні 2002 року, 27 січня у день його народження відбулася перша імпровізована виставка, що стала точкою відліку заснування неформальної галереї «Коридор»
В 2009 році Павло Ковач році ініціює перше вручення премії Павла Бедзира — її отримав Роберт Саллер за твір «Ксенія». В 2011 лауреатом премії став Володимир Топій. В різні роки нею були нагороджені Антон Варга, Петро Ряска та Данило Ковач
В 2013 році на могилах Павла Бедзира та Єлизавети Бедзир-Кремницької було встановлено парний памятник з граніту авторства скульптора Василя Романа
В 2013 році в галереї ILKO (Ужгород) відбулась виставка Павло БЕДЗІР. «Невідомий відомий». «Експозиція виставки складалась з двох розділів: 50 графічних та живописних робіт Павла Бедзіра, також творчі рефлексії закарпатських художників, інспіровані творчістю та постаттю Бедзіра.»
в 2016-ому році твори Павла Бедзира брали участь у виставці «Мистецтво українських шістдесятників. Можливість музею» за кураторства Ольги Балашової, Лізи Герман, Марії Ланько та підримки Stedley Art Foundation, Національний художній музей України. Виставка супроводжувалась виданням книги «Мистецтво українських шістдесятників».
В 2016 році в ужгородському художфонді Павло Ковач засновує майстернею-музей Павла Бедзира.Там діє бібліотека заснована ще Павлом Бедзиром, проводяться зустрічі з художниками, презентації проектів, портфоліо-ревью та дискусії, події та виставки, пов'язані з діяльністю резиденції «Вибачте, вільних номерів немає». Майстерня-музей знаходиться за адресою Ужгород, вулиця Добоша 7а.
В 2018 році в аукціонному домі «Дукат» відбулась виставка торів Павла Бедзира «Ловець снів» (каталог)
Також в 2018-ому році вийшов альбом авторства Михайла Сирохмана «Павло Бедзир»
Про творчість П. Бедзіра, а також контекст розвитку графічного мистецтва Закарпаття можна довідатися із монографії Івана Небесника (молодшогго) — «Графічне мистецтво Закарпаття. Друга половина ХХ ст.»  [Архівовано 18 вересня 2021 у Wayback Machine.]
12 липня, 2019 року на Петра й Павла, в ужгородській галереї «Коридор» показали виставку досі ніде не презентованих фото Павла Бедзіра.
Серед робіт:
- монотипії — «Вечір», 1965,
- «Жіночий портрет», 1972,
- «Відлуння далекого минулого», 1974,
- «Озеро», 1975,
- «Зимовий ранок», 1996,
- серія картин «Життя дерев», 1992—1993.

## Видання та тексти
- Альбом творів Павла Бедзіра. Передмова Богдана Мисюги, до виставки «Ловець снів» (Київ, галерея «Дукат» , 2018 р.) [Архівовано 2 травня 2022 у Wayback Machine.]
- Михайло Сирохман. Павло Бедзір. Графіка. Живопис. Альбом Ужгород, Видавництво Олександра Гаркуші, 2018. [Архівовано 15 червня 2020 у Wayback Machine.]
- «Як Діоген», Петро Мідянка про Павла Бедзира

## Відео
- Кімната музей художника Павла Бедзіра. Територія творчості. 2016
- Відео з виставки «Ловець снів» в аукціонному домі «Дукат» 2018 [Архівовано 26 жовтня 2020 у Wayback Machine.]